# دانيال ديمر
دانيال ديمر (بالإنجليزية: Daniel Diemer)‏، المولود في 21 يونيو 1996 في كولومبيا البريطانية، هو ممثل كندي.

## حياة
ولد ديمير في خليج برينتوود، كولومبيا البريطانية. يعمل والده جريج ديمير مدربًا للتنس ورجل أعمال. لديه أخ أصغر، آرون ديمر. خلال فترة شبابه، عمل في ثماني وظائف مختلفة بدوام جزئي، من تدريب كرة الطاولة، وقطف العنب البري، إلى الأعمال المحاسبية منخفضة المستوى. عندما كان في الثانية عشرة من عمره، كتب ونشر كتابًا للأطفال.
في سن الخامسة، بدأ لعب كرة القدم وحلم بأن يصبح رياضيًا، ووصل إلى اللعب دوليًا في سن الثانية عشرة.
لعب على مستوى المقاطعات وأراد السعي للحصول على منحة جامعية، قبل أن يتعرض لإصابة في ظهره أجبرته على الانسحاب من مهنة رياضية تمامًا. مع معدله التراكمي 4.0، التحق بعد ذلك بصف تمهيدي الطب في كلية كاموسون.
يواعد ديمر الممثلة البرازيلية المولد لاريسا دياس.

## وصلات خارجية
- دانيال ديمر على موقع IMDb (الإنجليزية)
- دانيال ديمر على موقع روتن توميتوز (الإنجليزية)
- دانيال ديمر على موقع قاعدة بيانات الفيلم (الإنجليزية)